# Karel Pekelharing
Karel August (Karel) Pekelharing (Hoorn, 6 april 1909 – Overveen, 10 juni 1944) was een Nederlands dichter, balletdanser en choreograaf. Tijdens de oorlog was hij actief in het verzet.

## Biografie
Karel Pekelharing was een zoon van Egidius Gerardus Pekelharing en Elisabeth Johanna van den Heuvel. Hij woonde in Amsterdam en was van religie rooms-katholiek. Zijn moeder overleed in 1916 op 39-jarige leeftijd en zijn vader liet de 8 kinderen in de steek.
Van beroep was hij balletdanser bij het Nederlandsch Ballet. In 1939 stond hij al bekend als communist bij de Nederlandse Centrale Inlichtingendienst.
Tijdens de Tweede Wereldoorlog werd Karel Pekelharing gezocht door de Duitsers vanwege zijn homoseksualiteit, antifascistische houding en het feit dat hij communist was. Hij wilde niet gearresteerd worden en vertrok vrijwillig naar Duitsland om in Kassel te werken bij de Siemens-Schuckert Werke en later als conducteur op de tram. Hierbij pleegde hij sabotage en dit werd ontdekt. Het lukte Karel Pekelharing om veilig in Nederland terug te komen en hij dook onder in Den Haag en Amsterdam. Hij weigerde zich aan te sluiten bij de Kultuurkamer, waardoor hij alleen nog kon dansen op besloten bijeenkomsten. Daarnaast schreef hij stukken onder een pseudoniem (Karel van Hoogh). Hij was actief bij de illegale pers voor het blad De Vrije Kunstenaar, waar hij samenwerkte met onder anderen Gerrit-Jan van der Veen en Paul Guermonprez. Ook was hij lid van de KP en de Raad van Verzet en nam deel aan overvallen, bevrijdde politieke gevangen en pleegde aanslagen op mensen die met de Duitsers samenwerkten.
Op 6 juni 1944 werd hij in het American Hotel in Amsterdam door de Sicherheitspolizei gearresteerd. Vermoedelijk was er sprake van verraad. Pekelharing werd overgebracht naar het huis van bewaring aan de Weteringschans en op 10 juni 1944 door het Polizeistandgericht ter dood veroordeeld. Nog dezelfde dag werd Karel Pekelharing omgebracht te Overveen.

## Nagedachtenis
Karel Pekelharing ligt begraven op de Nederlandse Eerebegraafplaats Bloemendaal.
In 2021 werd bij het huis waar hij ondergedoken was aan de Rombout Hogerbeetstraat in Amsterdam een Struikelsteen voor hem neergelegd. Het initiatief hiervoor was genomen door COC Nederland en historica Judith Schuyf.

## Werken als schrijver
Liedjes van een werklooze (1936)
anti-fascistische roman Vallend koren, manuscript